# Petr Mikšovič
Petr Mikšovič (* 8. dubna 1945), podle jiných zdrojů Michal Mikšovič, je bývalý český fotbalový útočník.

## Hráčská kariéra
V československé lize hrál za Slovan Teplice v jednom utkání, aniž by skóroval. Toto utkání se hrálo ve středu 12. srpna 1964 v Teplicích a domácí Slovan se v něm s hosty z ČKD Praha (dobový název Bohemians) rozešel smírně 2:2.

### Prvoligová bilance
| Ročník          | Zápasy | Góly | Minuty | Klub              |
| --------------- | ------ | ---- | ------ | ----------------- |
| I. liga 1964/65 | 1      | 0    | 45     | TJ Slovan Teplice |
| CELKEM I. LIGA  | 1      | 0    | 45     |                   |